# Amber Beattie
Amber Louisa Oatley Beattie (22 de julio de 1993) es una actriz y cantante británica, conocida por su papel de Lulú Baker en la serie Jinx.

## Vida personal
Amber Beattie asistió a la escuela William Tyndale Primaria, se sometió a la educación secundaria en la Escuela de Stoke Newington - Media Arts & Science College en Hackney en la calle Alta que actualmente asiste a la forma SWAP sexto en Londres.
Ella tiene un hermano menor llamado Ewan Beattie y una hermana mayor llamada Daisy Beattie. Actualmente estudia zoología en la Universidad de Leeds.

## Carrera temporaria
Beattie tuvo su gran oportunidad en el 2008 con la película sobre el Holocausto  El niño con el pijama de rayas, interpretando el personaje de Gretel. Anteriormente protagonizó la película para televisión Empathy.
En 2009, interpretó a Lulú Baker en Jinx. Otras actuaciones de TV incluyen apariciones como invitado en The Bill (2008), Doctors (2009), Casualty (2010), and The Sarah Jane Adventures.
Beattie ha dicho también que audicionó para muchas otras películas, pero había sido rechazada debido a su falta de habilidades de actuación.
También ha sido rechazada varias veces por su forma de vestir, ya que se dice que es muy extraño.

## Carrera de canto
Amber canta la canción 'Friday (Takes Me Away), con Jinx co-estrella Gia Lodge-O'Meally.
Beattie en 2011 ha desempeñado 'Mystical Megan' en The Sparticle Mystery.

## Filmografía
| Año  | Título                         | Personaje      | Notas             |
| ---- | ------------------------------ | -------------- | ----------------- |
| 2005 | Walking to Nairobi             | Katie          | Cortometraje      |
| 2007 | Empathy                        | Amy            | Película de la TV |
| 2008 | El niño con el pijama de rayas | Gretel         | Largometraje      |
| 2008 | The Bill                       | Lily Davis     | 1 episodio        |
| 2009 | Jinx                           | Lulu Baker     | Television series |
| 2009 | Doctors                        | Sarah Denton   | 1 episodio        |
| 2009 | Friendship Beyond the Fence    | Ella misma     | Video documental  |
| 2010 | Casualty                       | Mowita Sarson  | 1 episodio        |
| 2010 | The Sarah Jane Adventures      | Lady Jane Grey | 2 episodio        |
| 2011 | The Sparticle Mystery          | Mystical Megan | 1 episodio        |
| 2012 | Holby City                     | Lucy Haines    | 2 episodios       |